# Musikjahr 1413
Liste der Musikjahre

◄◄ | ◄ | 1409 | 1410 | 1411 | 1412 | Musikjahr 1413 | 1414 | 1415 | 1416 | 1417 | ►

Weitere Ereignisse
Dieser Artikel behandelt das Musikjahr 1413.

## Ereignisse und Personalien

### Heiliges Römisches Reich

#### Fürstbistum Brixen
- Oswald von Wolkenstein, seit 1409 weltlicher Repräsentant des Bischofs von Brixen Ulrich Prustl, streitet sich mit diesem um sein Gehalt.[1]

#### Hochstift Cambrai
- Richard Loqueville wird Magister Puerorum an der Kathedrale von Cambrai. Hier ist er vermutlich Lehrer Guillaume Dufays.[2]

#### Herzogtum Österreich
- Der deutsche Komponist und Jurist Hermann Edlerawer immatrikuliert sich im Winter 1413/14 an der Universität Wien.[3]

### Italienische Staaten

#### Brescia
- Der Komponist und Sänger Prepositus Brixiensis hält sich zwischen 1413 und 1415 vermutlich in Brescia auf.[4]

#### Kirchenstaat
- 13. Mai: Der Sänger Ugolino von Orvieto leistet den Treueid auf Papst Gregor XII.[5]
- Spätestens im Januar endet die Mitgliedschaft von Hymbert de Salinis in der päpstlichen Kapelle.[6]

### Königreich Aragonien
- Die königliche Hofkapelle Ferdinands I. von Aragón umfasst dreizehn Sänger, darunter Gacian Reyneau und Leonart Tallender und zwei Organisten. Die Sänger stammen aus Spanien, Frankreich und Deutschland.[7]

### Königreich England
- Richard Blithe ist von 1406 bis 1413 Mitglied der Chapel Royal Heinrichs IV. in London.[8]
- Margaret Brydbek wird beim Neujahrsbankett der wohlhabenden Witwe Dame Alice de Bryene als Harfenistin aufgeführt und bezahlt.[9]
- John Cooke wird im Sommer Mitglied der Chapel Royal Heinrichs IV. in London.[10]
- N. Sturgeon ist durchgängig von 1413 bis 1452 Mitglied der Royal Household Chapel.[11]

### Königreich Frankreich
- Henri de Saxe wird Organist an der Kirche St-Mathurin in Paris.[12]

### Königreich Navarra
- Arnaut Guillem wird am 13. Juli für seine Dienste als Spieler der Citole und am 27. und 29. Juni 1413 als Spieler der Violla darco am königlichen Hof von Navarra bezahlt. Es ist die erste schriftliche Erwähnung eines Citolespielers in Spanien.[13]

## Kompositionen und Schriften
- Abd al-Qadir Maraghi überarbeitet das Jāmi‘ al-alḥān (Kompendium der Melodien).[14]
- Prosdocimus de Beldemandis schreibt die Abhandlung Parvus tractatulus de modo monacordum dividendi.[15]

## Geboren
- Paulus Paulirinus de Praga, Musiktheoretiker und Universalgelehrter († nach 1471)[16]

## Gestorben
- 24. Januar: Berthold de Lantins alias de Bolsée, Kleriker und Sänger an Saint-Jean l'Evangéliste in Lüttich (* unbekannt)[17]
- Nach dem 19. Mai: Antonio Zacara da Teramo, italienische Komponist (* um 1355)[18]